# Toshiki Kaifu
Toshiki Kaifu (中曽根 康弘 Kaifu Toshiki?) (n. 2 ianuarie 1931, Nagoya, Japonia – d. 9 ianuarie 2022, Tōkyō, Japonia) a fost un politician japonez care a fost al 76-lea și al 77-lea prim-ministru al Japoniei din 1989 până în 1991.
Membru al Partidului Liberal Democrat (PDL), Kaifu a candidat cu succes pentru Dieta Japoniei în 1960 și a servit timp de șaisprezece mandate în total 49 de ani. El a fost ministru al educației înainte de a ajunge să conducă partidul după demisia lui Takeshita Noboru și Sōsuke Uno, aleși pe platforma „conducerii curate”. Kaifu a devenit cel de-al 76-lea prim-ministru al Japoniei în august 1989.
La 10 august 1991 Kaifu a devenit primul lider al unei țări majore care a efectuat o vizită oficială în China, punând capăt izolării diplomatice a Chinei după Incidentul din Piața Tiananmen din 4 iunie 1989. Kaifu a oprit participarea Japoniei la sancțiuni economice împotriva Chinei și a oferit împrumuturi în valoare de 949,9 milioane de dolari și un ajutor de urgență suplimentar de 1,5 milioane de dolari în urma unor pagube produse de inundații în sudul Chinei în lunile iunie și iulie.